# M-45
M-45 é um modelo de mísseis balísticos intercontinentais da França, sendo utilizado pela marinha, as ogivas utilizadas nesse projeto tem um rendimento de 100 quilotons de TNT, pesa 35 toneladas, tem 11,05 metros de comprimento e 1,93 metros de diâmetro.

## Testes
Em 1 de julho de 2004 foi feito um teste na Guiana Francesa.